# Sereno Gianesello
Sereno Gianesello (Monticello Conte Otto, 3 marzo 1912 – Gualdo Tadino, 4 dicembre 1986) è stato un allenatore di calcio e calciatore italiano, di ruolo mediano.

## Carriera
Ha giocato per Vicenza, Atalanta, Milan, Venezia, Savona e Arzignano dove rivestì anche la funzione di allenatore nella prima stagione di Serie C del club.

## Vita privata
È parente di Silla Romanzini ex portiere. Inoltre è fratello di Alfredo Gianesello e  di Rino Gianesello entrambi calciatori. Suo nipote Ivan Romanzini è stato anch'egli un calciatore.